# Monasterio de San Jerónimo de Cotalba

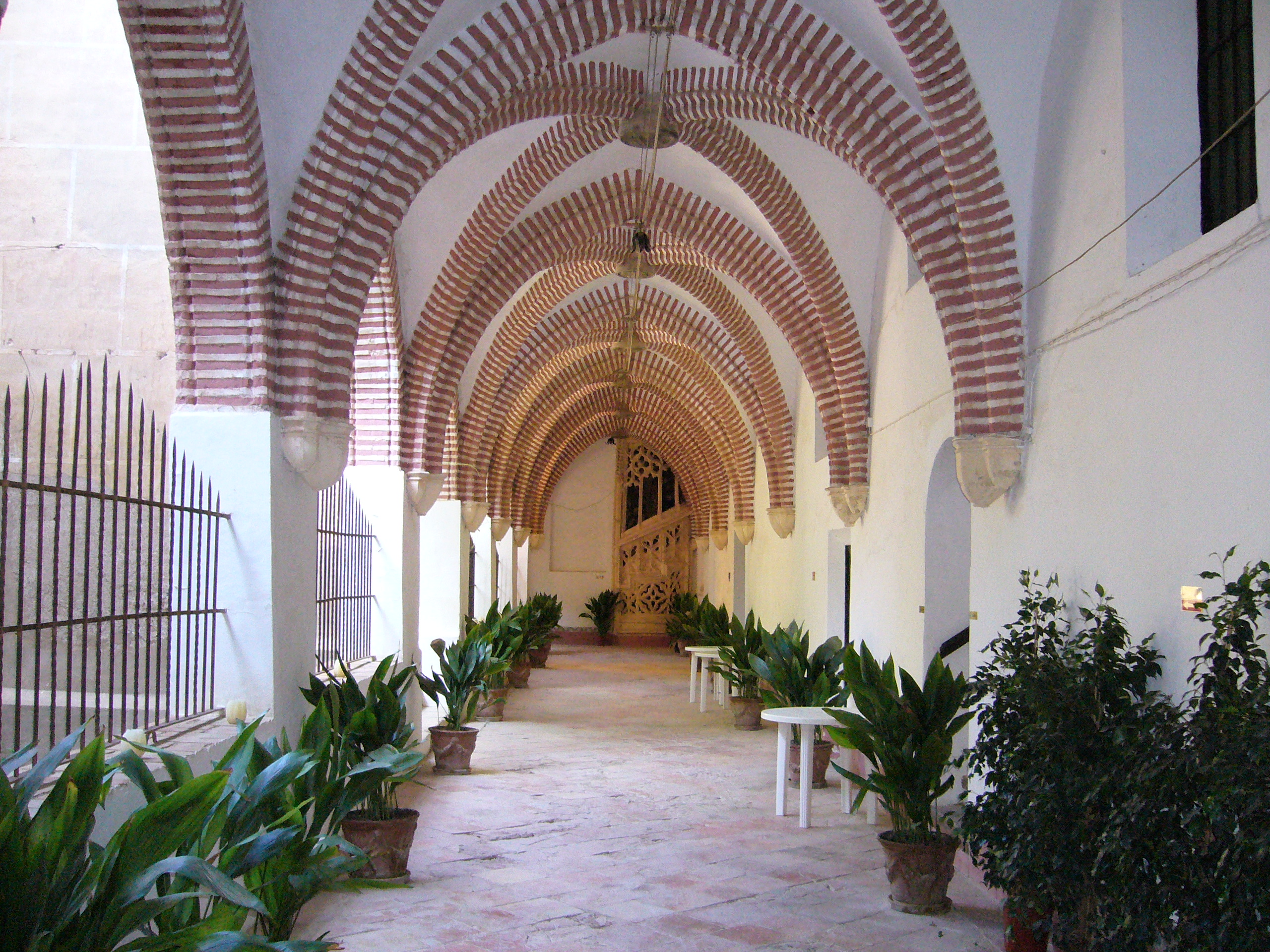
Lateral del claustro inferior gótico-mudéjar,

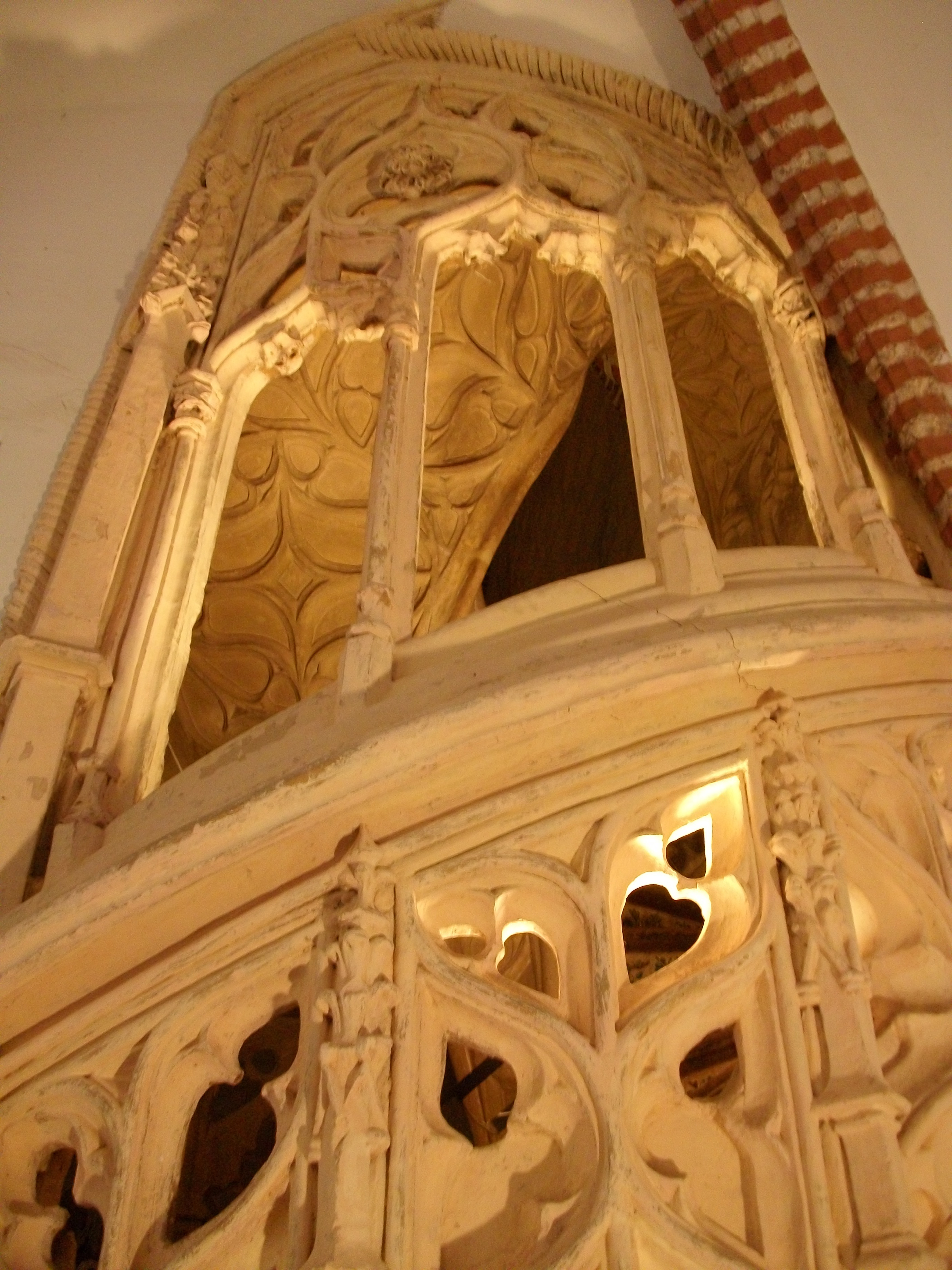
Escalera de estilo gótico valenciano, junto a la sala capitular, obra de Pere Compte,

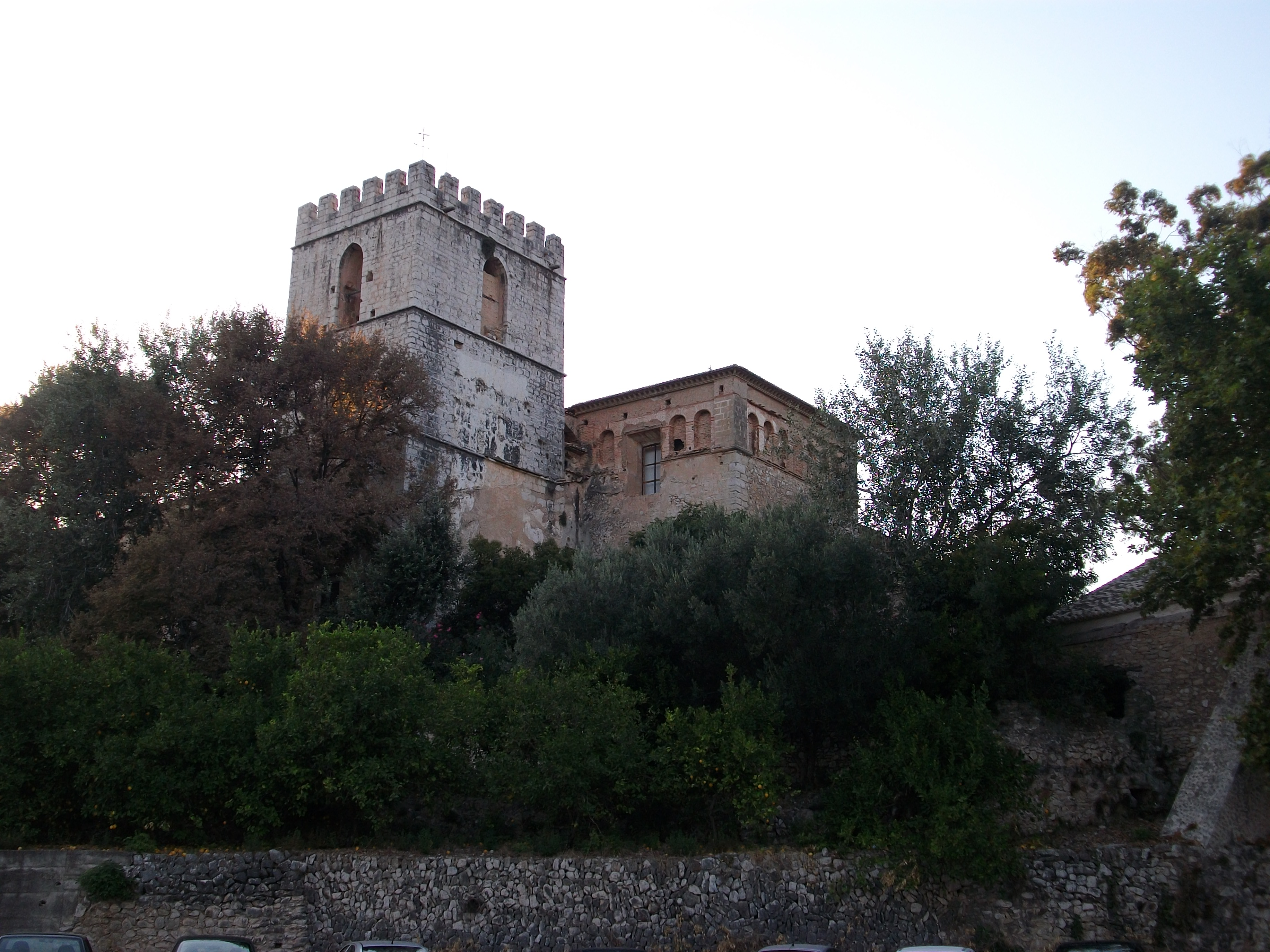
Torre Mayor o de las Campanas, de estilo gótico valenciano,

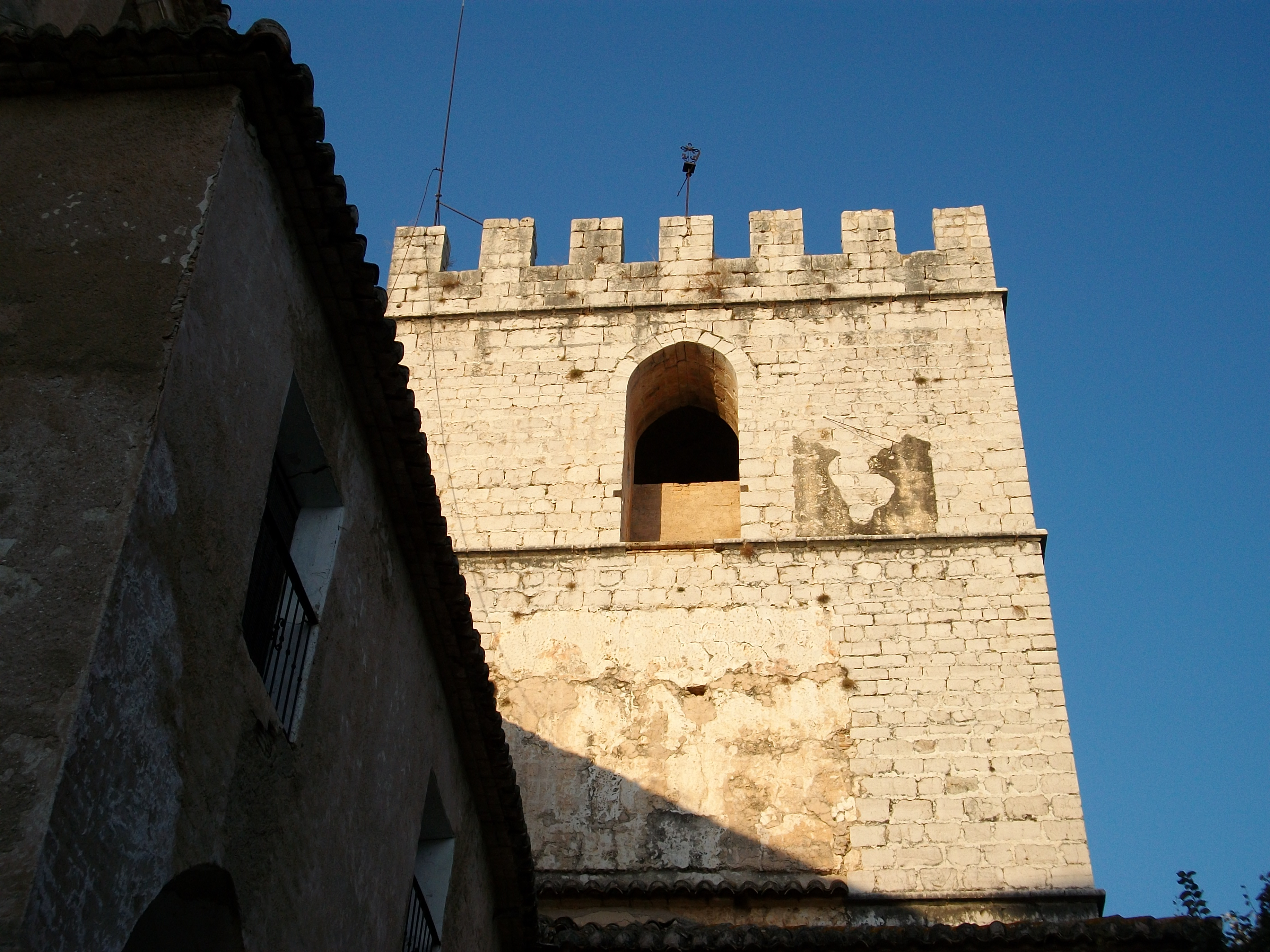
Detalle de la Torre Mayor o de las Campanas, de estilo gótico valenciano,

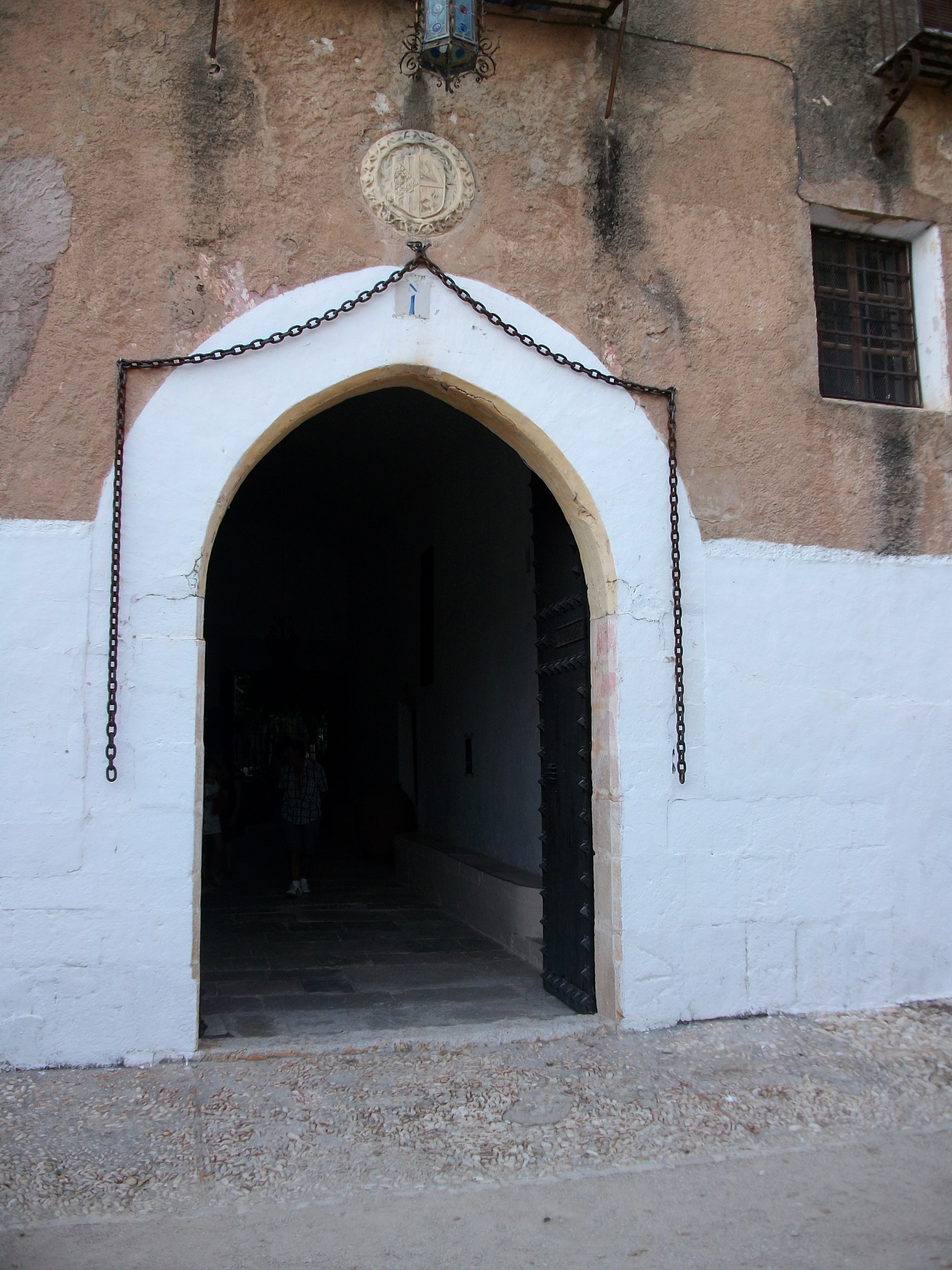
Entrada principal a las dependencias del monasterio

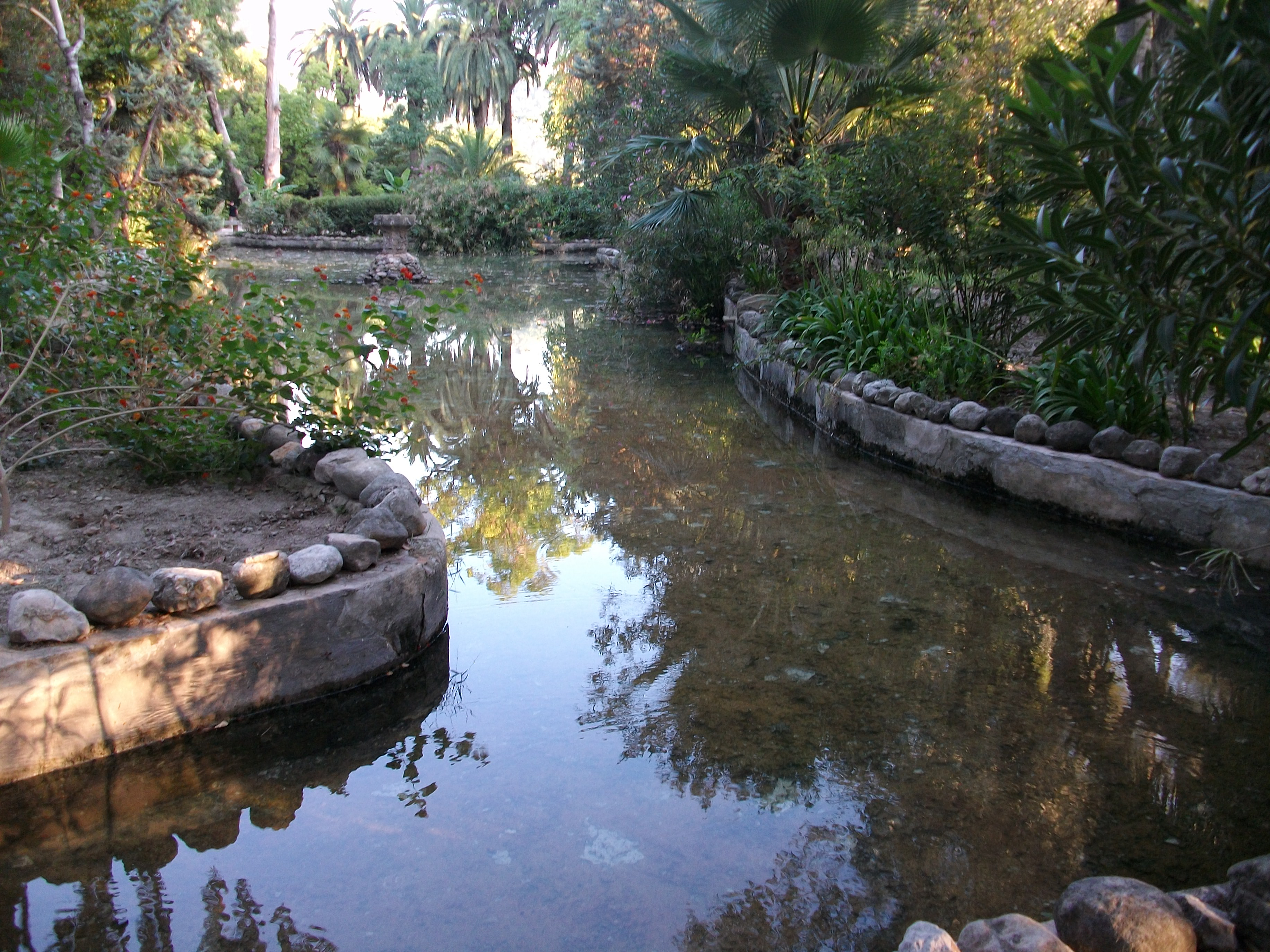
Jardines románticos del Monasterio, de principios del

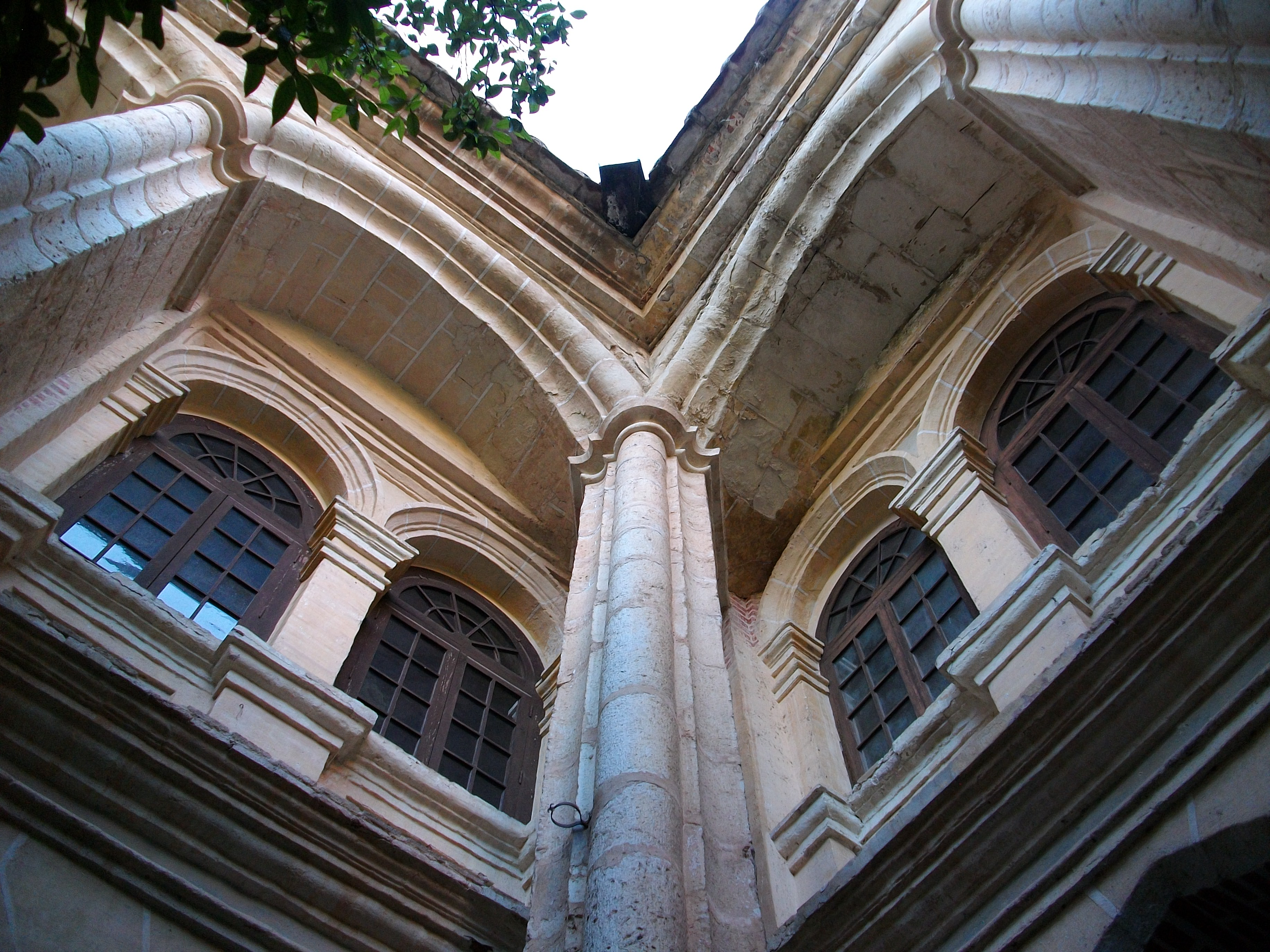
Ventanales del claustro gótico superior

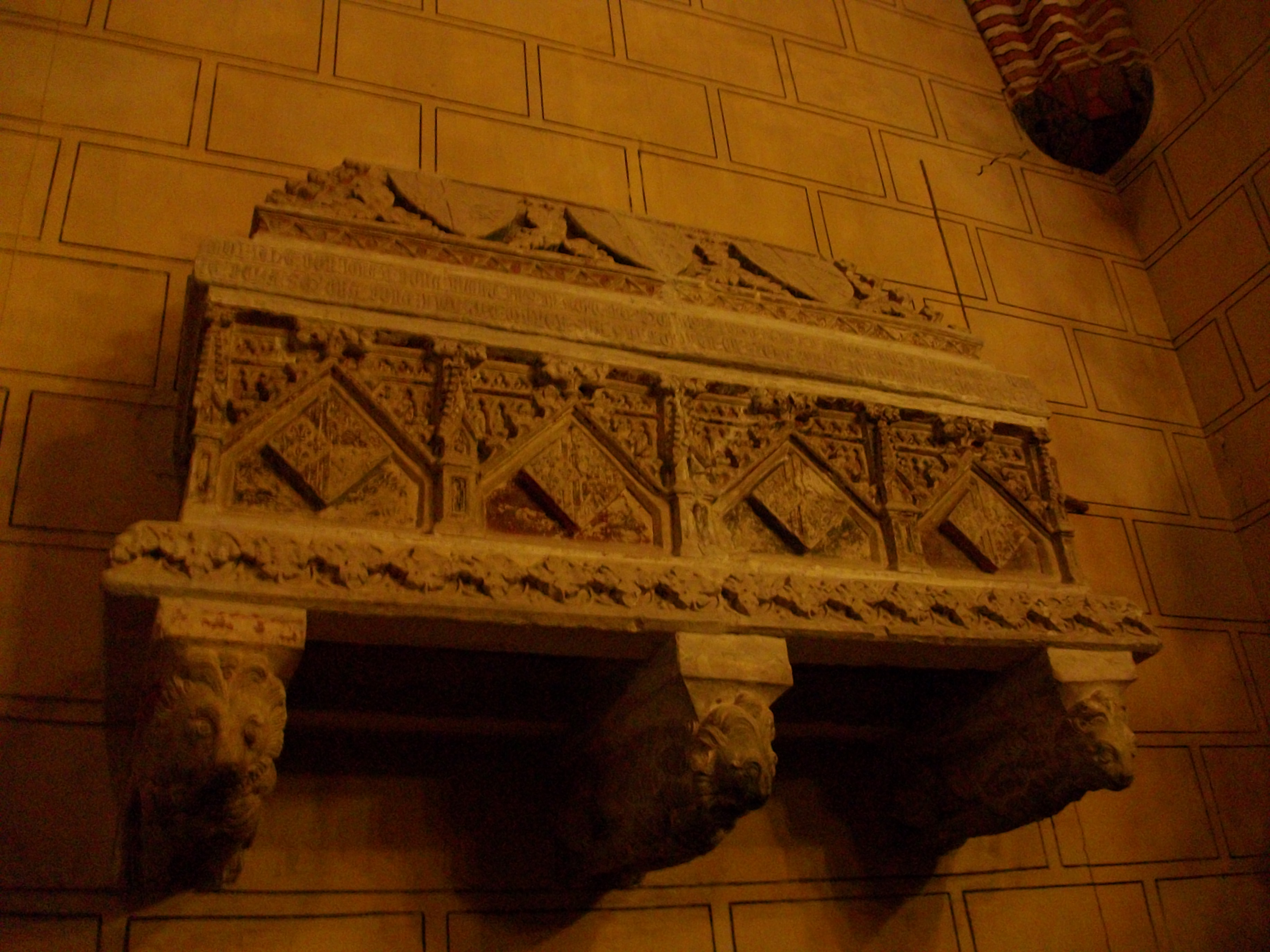
Sarcófago medieval de los Infantes Don Juan y Doña Blanca de Aragón, hijos del duque Alfonso de Aragón el Viejo, siglo XIV

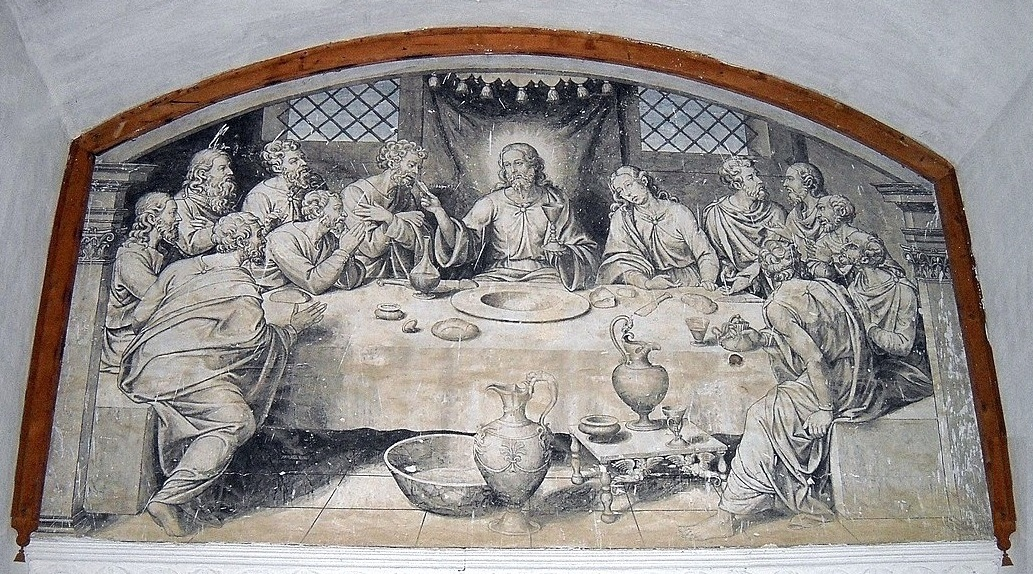
La Santa Cena, pintura al fresco de Nicolás Borrás en el refectorio del Monasterio, siglo XVI

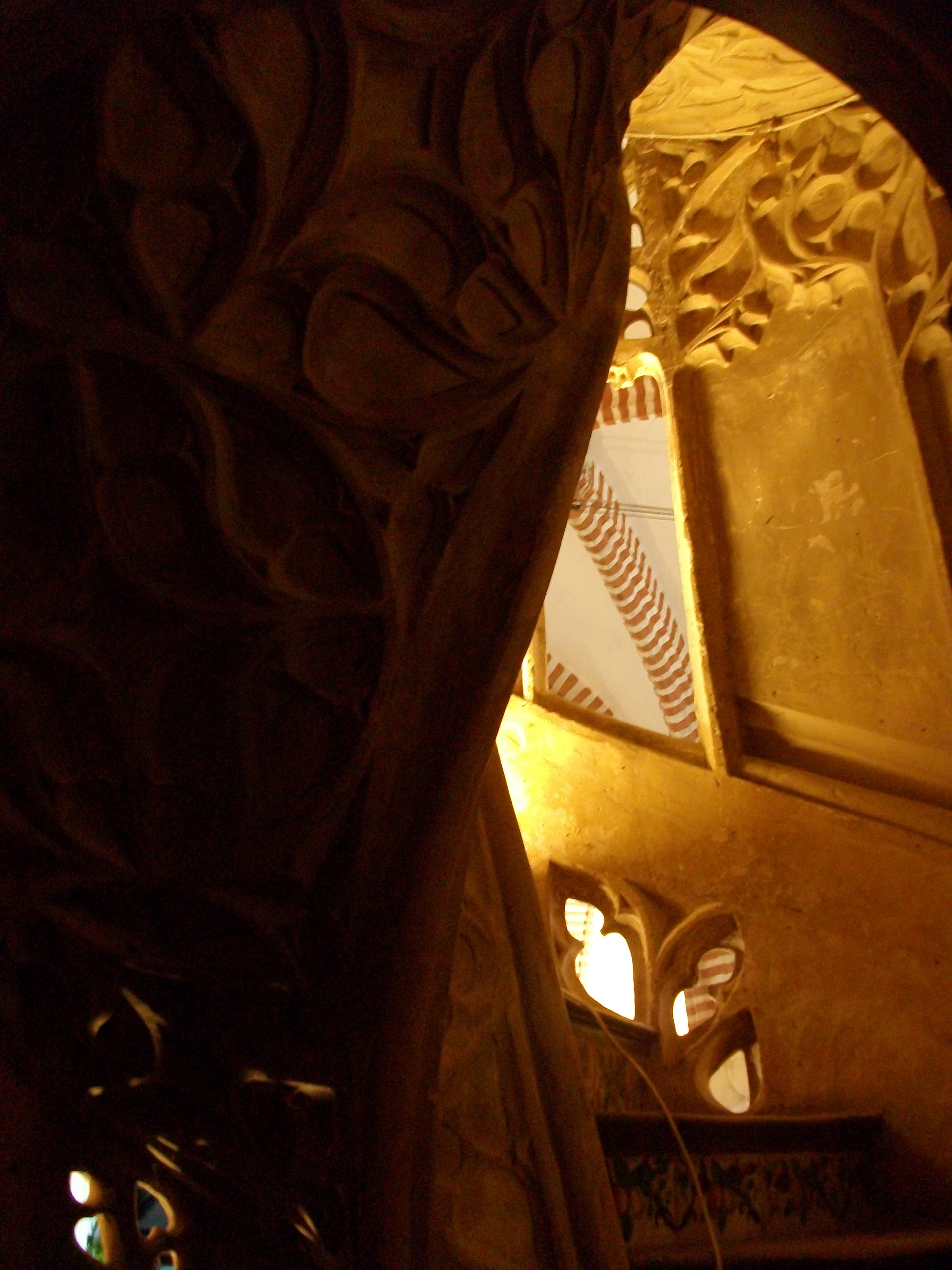
Perspectiva de la escalera en estilo gótico valenciano, obra de Pere Compte,

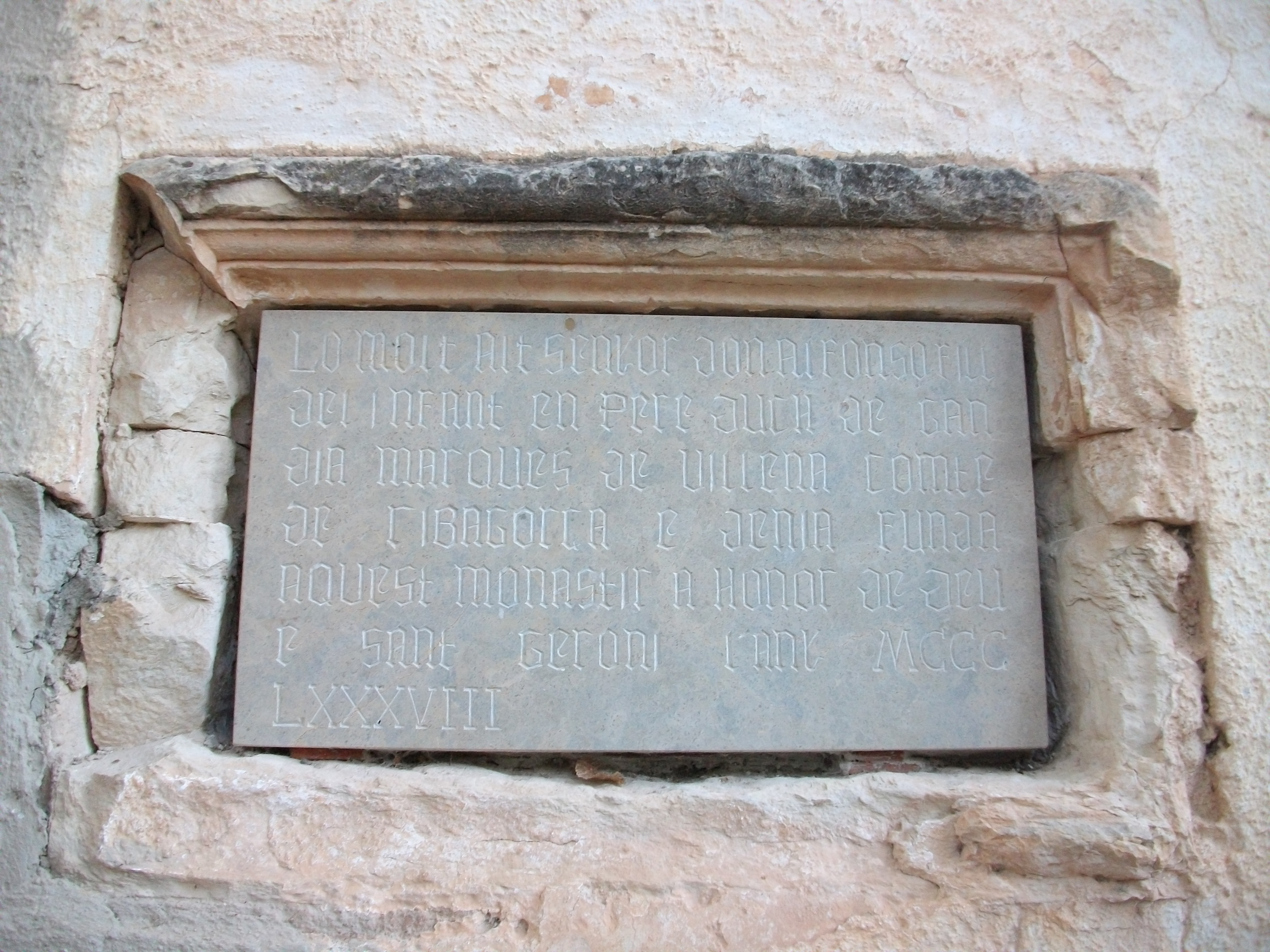
Réplica de la lápida fundaciona

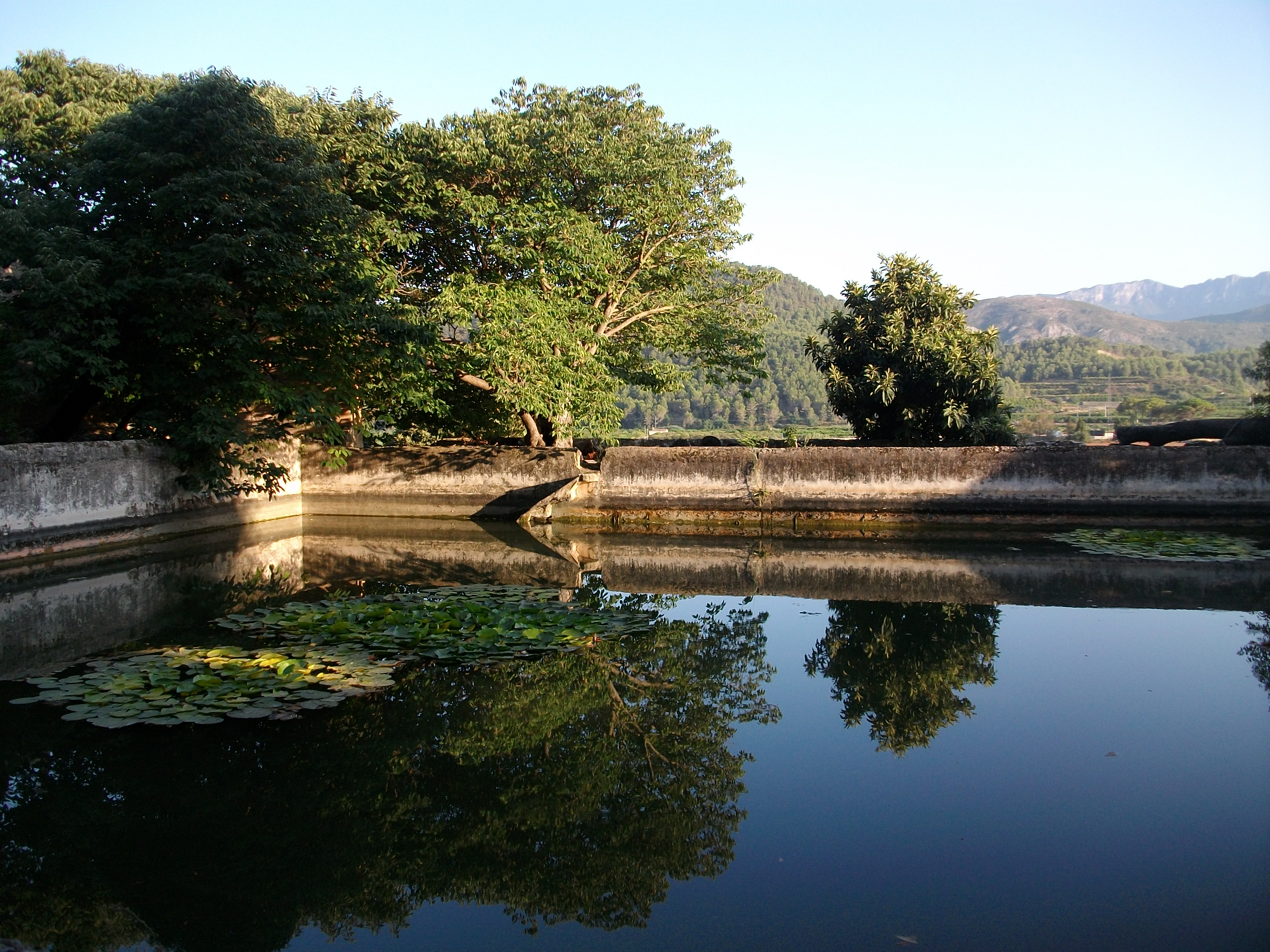
Balsa agrícola junto a los jardines románticos

El Real Monasterio de San Jerónimo de Cotalba (en valenciano Sant Jeroni de Cotalba) es un edificio conventual fundado en el año 1388 y construido entre los siglos XIV y XVIII que está localizado en el término municipal de Alfahuir (Valencia) España, a 8 km de Gandía.

## Historia
El monasterio se levanta sobre el Tossalet de Cotalba en el término de Alfahuir. Se trata de una de las construcciones monásticas más notables de la Comunidad Valenciana, hecho que se ve acentuado por la gran diversidad estilística de su conjunto que, arrancando de una primitiva estructura gótica medieval se desarrolla fundamentalmente desde el siglo XIV al XVIII y abarca cinco estilos diferenciados: mudéjar, gótico valenciano, renacimiento, barroco y neoclásico.
En 1388 el Alfonso de Aragón el Viejo, nieto de Jaime II y primo de Pedro IV el Ceremonioso, impulsa la construcción del monasterio, comprando el lugar de Cotalba a los musulmanes y donando este terreno a la comunidad jerónima de Jávea para que se trasladen allí, evitando con ello las reiteradas incursiones de los piratas berberiscos en la costa valenciana ya supone un lugar mucho más seguro. A partir de entonces se inicia la consolidación y expansión de la famosa Orden de los Jerónimos convirtiéndose este monasterio en la Casa Madre, al ser la primera comunidad jerónima establecida en la antigua Corona de Aragón.
Respecto a la edificación del Monasterio, según las crónicas, fue Pere March, padre del conocido poeta valenciano Ausiàs March, como mayordomo del duque de Gandía, el encargado de organizar e idear la edificación del monasterio. La íntima relación de la familia March con este monasterio queda reflejada en la edificación de una capilla en la iglesia y el enterramiento de varios de sus miembros en ella. En este monasterio descansan también los restos de las dos esposas de Ausiàs March.
Otro importante personaje literario que también frecuentó el monasterio fue el escritor valenciano Joanot Martorell, ya que la primera mujer de Ausias March, Isabel Martorell, era hermana suya.
El monasterio se convertirá entonces en el centro espiritual y cultural de la corte del ducado de Gandía y de la comarca de La Safor. La predilección que su fundador, el duque Alfonso de Aragón el Viejo, siente por el monasterio se verá reflejada tanto por las continuas donaciones que realiza al monasterio como por el enterramiento de su esposa, Violante Diáz de Arenós (en 1411) y la de dos de sus hijos, Juan y Blanca, en el propio monasterio.
Más tarde, será su hijo Alfonso de Aragón el Joven el que continuará la construcción del monasterio, por ejemplo, con el levantamiento del campanario en el año 1412.
La leyenda popular cuenta que en el claustro gótico-mudéjar del monasterio que se encuentra junto a la iglesia, predicó San Vicente Ferrer.
En estudios recientes sobre la arquitectura del monasterio, se estima que el autor de la escalera de estilo gótico flamígero del claustro inferior, así como de las esculturas góticas del claustro superior, muy probablemente fue el propio taller de Pere Compte, arquitecto de la Lonja de Valencia.
Posteriormente, en el siglo XVI, el monasterio tendrá la protección de la familia Borja, siendo la duquesa de Gandía, María Enríquez de Luna, viuda del duque Juan de Borja y Cattanei y nuera del papa Alejandro VI, la que realizara obras de ampliación en el monasterio, como el claustro superior de estilo gótico tardío o el aljibe medieval del Patio de los Naranjos. Más tarde, también san Francisco de Borja frecuentó el monasterio y su esposa, Leonor de Castro, dama y amiga íntima de la emperatriz Isabel de Portugal, pasó sus últimos días en él, recuperándose de sus dolencias, en donde fallecería el 27 de marzo de 1546.
En 1586, el rey Felipe II realiza una visita al monasterio junto a su heredero y su hija, la infanta Isabel Clara Eugenia, quedándose hospedados en él varios días. De nuevo, una visita real se produce con motivo de la boda real de Felipe III con la reina Margarita. Estas visitas dan testimonio de la predilección de la Casa de Austria por la orden jerónima. Con anterioridad también la Casa de Aragón favoreció a San Jerónimo de Cotalba, pues Martín el Humano y Fernando el Católico realizaron cuantiosas donaciones y exenciones al monasterio.
Mención especial merece la figura de fray Nicolás Borrás, pintor renacentista valenciano, que ingresó como monje en este monasterio. Es considerado como uno de los más prestigiosos pintores valencianos de su época, siendo discípulo y continuador de Juan de Juanes. Trabajando en el monasterio, se sintió atraído por la vida monástica e ingresó en él a los 45 años, donde un año después, en 1576, hizo testamento y profesó como monje. Pintó el retablo mayor del monasterio, concluido en 1579 y varios retablos menores junto con otras pinturas para distintas dependencias. Hoy en día todas las pinturas que fray Nicolás Borrás realizó para el monasterio se encuentran en el Museo de Bellas Artes de Valencia donde se conservan en parte almacenadas debido a su tamaño. La única obra de Nicolás Borrás que aún hoy se conserva en el monasterio es La Santa Cena, una grisalla realizada al temple, que se encuentra en el antiguo refectorio del monasterio. Debido a las numerosas concesiones que el pintor realizó al monasterio, la comunidad acordó celebrar cincuenta misas todos los años por el alma de fray Nicolás Borrás y lo incluyó en la lista de benefactores del monasterio.
El escritor y eclesiástico Gaspar Juan Escolano en sus Décadas de la historia de la insigne y coronada ciudad y reyno de Valencia publicadas en 1610, investiga en la historia del monasterio que le genera una gran impresión: «de las delicadas y célebres pinturas que por todos sus claustros y paredes de los lugares más vistosos, ha dejado de su mano y pincel un hijo desta casa y reino, llamado Fray Nicolás Borrás, que murió en este año [...] su espíritu y excelencia en el arte de pintar vivirá para siempre en las lenguas de la fama». 
La custodia del monasterio, realizada por fray Antonio Sancho de Benevento en el año 1548 corrió peor suerte. Fue considerada una de las mejores de España por los expertos y tardó siete años en acabarla, alcanzando un metro de altura. Su calidad y su técnica resultó comparable a la de las custodias de la Catedral de Toledo o la Catedral de Santiago de Compostela, siendo uno de los mejores ejemplos de orfebrería del Renacimiento español. Después de la Desamortización española la custodia pasó a la Colegiata de Santa María de Gandía. Fue expuesta en la Exposición Internacional de Barcelona en 1929. Desapareció durante el trascurso de la guerra civil española.
Más tarde, en 1757, el padre Francisco del Castillo, monje del monasterio, escribe la Historia general de nuestro Real Monasterio de San Jerónimo de Gandía, de la cual existe una copia en el archivo de la Catedral de Valencia. Gracias a esta amplia y pormenorizada crónica conocemos buena parte de su historia hasta dicha fecha.
Debido a la desamortización de Mendizábal los monjes jerónimos se verán obligados a abandonar el monasterio, hecho que se produce el 6 de agosto de 1835. Sus obras de arte serán repartidas por diversos lugares y el monasterio será saqueado. La familia Trénor lo adquiere en 1843, a la cual se le debe la buena conservación del mismo hasta nuestros días y la mejor aportación de la cual han sido los jardines de estilo romántico de la parte norte, que datan de principios del siglo XX. Están inspirados en el estilo de los jardines que el arquitecto paisajista francés Nicolás Forestier realizó en España.
Durante la guerra civil española el monasterio fue convertido y utilizado como hospital militar. Debido a su uso sufrió importantes daños que durante la posguerra fueron restaurados por la familia propietaria. 
Fue declarado Bien de Interés Cultural (BIC) el 24 de mayo de 1994 mediante el decreto 93/1994 de la Generalidad Valenciana. Desde el 26 de mayo de 2005 el Monasterio está abierto al público.
El 21 de mayo de 2015, con motivo del 10.º aniversario de la apertura del monasterio al público, fue inaugurado oficialmente por las autoridades y abierto a las visitas el claustro superior de factura gótica y el salón de armas. Actualmente es posible visitar la práctica totalidad del monasterio.
Por otra parte, el monasterio programa diversas actividades culturales y lúdicas, cuyo principal exponente es el ciclo de conciertos Música en Sant Jeroni que se inició en el año 2007 y que tiene lugar entre los meses de julio y agosto. Está dedicado principalmente a la música clásica y el jazz.

## Arquitectura
Se pueden destacar dentro del edificio cuatro grupos constructivos con características homogéneas: la torre del homenaje o de las campanas, la iglesia, el claustro en sus dos plantas y las dependencias del monasterio propiamente dichas.
- La torre del homenaje o de las campanas es el centro de atención del edificio que sobresale por su volumen y altura.

- La iglesia es un espacio único de planta basilical sin crucero con la tipología tradicional y característica del gótico valenciano. Se ordena en cuatro tramos de bóveda cubiertos por arcos de crucería. Cuenta con un presbiterio rectangular con añadidos barrocos y un coro elevado con bóveda estrellada. Las capillas laterales se sitúan entre los contrafuertes interiores encontrándose sepulturas en algunas de ellas. La portada, muy deteriorada, es muy sencilla y sigue el esquema típico de estructura ojival moldurada. La actual capilla de la Virgen de la Salud fue la antigua Sala Capitular del monasterio. Adosado a sus muros se encuentra el sarcófago medieval en piedra tallada de los hijos de Alfonso de Aragón el Viejo: Juan y Blanca de Aragón. Constituye un bello ejemplo de escultura funeraria gótica valenciana, que fue elaborado en Játiva en el año 1380, unos años antes de la fundación del monasterio, por el maestro de la piedra Pere Andreu.

- El claustro inferior. Está considerado como uno de los más claros y singulares ejemplos del gótico-mudéjar en la Comunidad Valenciana y se trata de un espacio policromo abierto con nervaduras. En el ángulo más cercano a la iglesia se sitúa una singular escalera helicoidal de estilo gótico valenciano de influencia flamígera, de especial valor.

- El Patio de los Naranjos. Las galerías forman un patio central llamado «Patio de los Naranjos», en el que se encuentra un aljibe medieval, ordenado construir por la Duquesa de Gandía, María Enríquez de Luna, en el siglo XVI, que almacenaba el agua para el abastecimiento del cenobio, y un pozo que data de los orígenes del monasterio. Las 24 fuentes que rodean el aljibe fue una decoración añadida en el siglo XIX por la familia Trenor.

- El claustro superior. Consta de cuatro alas, la más antigua fue construida en el siglo XVy es de estilo gótico, el ala este fue realizada en el siglo XVI por encargo de la duquesa de Gandía, María Enríquez de Luna y las galerías norte y oeste se realizaron entre los siglos XVII yXVIII. Entre el claustro norte y el este encontramos la «Puerta de los Leones», que destaca por sus esculturas y decoración gótica. En el claustro superior destacan sus esculturas góticas policromadas que se encuentran en muy buen estado de conservación.

- El refectorio. De estilo majestuoso, se corresponde con la primera época del edificio y guardaba similitud con el claustro mudéjar del propio monasterio. A lo largo del siglo XVIII los monjes llevan a cabo distintas mejoras en el refectorio, cambiando su aspecto inicial y de las cuales se conserva una pila de agua de piedra. La familia Trénor también realizará diferentes mejoras para convertirlo en un salón de ceremonias. Construirán una gran chimenea al fondo y una escalera imperial, inspirada en la escalera áurea de la Catedral de Burgos, para unir el refectorio con el Salón de Armas de la planta superior.

- Salón de Armas. En él destaca su techo medieval realizado en madera con escudos tallados del fundador del monasterio, junto a una colección de armas y diversa decoración medieval.

- Las dependencias monacales. El interior del monasterio presenta en ocasiones unos recorridos intrincados y tortuosos y presenta variadas dependencias. El monasterio tiene numerosas salas y salones con solución constructiva similar, consistentes en bóveda de cañón con arcos fajones que reparten el peso de la cubierta.

- Los Jardines Románticos. Los jardines de estilo romántico datan de principios del siglo XX y están inspirados en el estilo de los jardines que el arquitecto paisajista francés Nicolás Forestier realizó en España. En ellos se encuentra una interesante variedad de árboles y plantas no autóctonos junto a un lago o estanque artificial que recibe agua por medio de una cascada adosada al acueducto gótico medieval. Los jardines románticos así como el resto de parajes adyacentes al monasterio, constituyen espacios ambientales de interés paisajístico.

- Acueducto gótico. Es de destacar el interesante acueducto medieval de estilo gótico del monasterio, que conducía el agua desde la fuente de Batlamala o de la Finestra, a casi seis kilómetros, en el término de Almiserà para el abastecimiento del propio monasterio. El acueducto se divide en dos alturas, la inferior del siglo XIV y la superior de los siglos siglo XV y XVI. Su estado de conservación es bueno y puede contemplarse desde los alrededores de la parte posterior del monasterio o desde los jardines románticos del mismo.

- El monasterio también cuenta con numerosas dependencias anexas para la explotación agrícola, algunas de las cuales se han habilitado como un embrión de un museo etnológico.

## Rutas monumentales
El monasterio forma parte de distintas rutas monumentales, culturales y religiosas. Son las siguientes:
- Ruta de los Borja: El monasterio supone la continuación, después de visitar la impronta borgiana en Gandía, de esta ruta cultural[7][8] que recoge la huella y el esplendor de la familia valenciana más universal, los Borja o Borgia en la Comunidad Valenciana. El monasterio de San Jerónimo de Cotalba contó con la protección de la familia Borja, siendo la duquesa de Gandía, María Enríquez de Luna, viuda del duque Juan de Borja y Cattanei y nuera del papa Alejandro VI, quien realizó obras de ampliación en el monasterio, como el claustro superior de estilo gótico tardío o el aljibe medieval del patio de los Naranjos. Más tarde, también san Francisco de Borja frecuentó el monasterio y su esposa, Leonor de Castro, dama y amiga íntima de la Emperatriz Isabel de Portugal, pasó sus últimos días en él, recuperándose de sus dolencias.

- Ruta de los Monasterios de Valencia (GR-236): El monasterio supone el inicio de esta ruta religiosa, cultural y turística inaugurada en 2008,[9][10] que recupera una antigua senda religiosa medieval. La «Ruta de los Monasterios de Valencia» tiene su comienzo en la cercana ciudad de Gandía, a solo 8 km del monasterio y su primera etapa es el monasterio de San Jerónimo de Cotalba, pudiéndose visitar el monasterio por medio de cuatro itinerarios o maneras diferentes: 
  - A pie, acondicionada y señalizada para la práctica del senderismo.
  - En coche.
  - En bicicleta de montaña, acondicionada y señalizada para la práctica de BTT.
  - A caballo, señalizada y homologada por la Real Federación Hípica Española (RFHE).

- Ruta dels Clàssics Valencians: El monasterio supone la continuación de la «Ruta de los clásicos valencianos», después de visitar Gandía y Beniarjó, una ruta cultural[11][12] por las tierras de los escritores de la literatura valenciana del Siglo de Oro valenciano: Ausiàs March, Joanot Martorell y Joan Roís de Corella, los tres relacionados con la corte del duque Alfonso de Aragón el Viejo, fundador del Monasterio. La ruta evoca el siglo XV valenciano y las inmortales palabras de los escritores valencianos más universales. La familia March tuvo una relación muy especial con este cenobio. Fue Pere March, padre del conocido poeta valenciano Ausiàs March, como mayordomo del duque de Gandía, el encargado de organizar e idear la edificación del propio monasterio. La íntima relación de la familia March con este monasterio queda reflejada en la edificación de una capilla en la iglesia y el enterramiento de su padre, Pere March y también las dos esposas del conocido poeta.

## Visitas
Actualmente se puede visitar prácticamente la totalidad del monasterio. Las visitas comprenden el patio de entrada con la torre gótica, patio de los naranjos, claustro mudéjar, la iglesia con capilla barroca, antigua sala capitular, la almazara, silo, lagar, caballerizas, antigua cocina de los frailes, el refectorio, el claustro superior, el salón de armas, los jardines románticos y el acueducto gótico. Para realizar la visita es recomendable consultar los horarios actualizados de visitas en el portal del monasterio.